# Monte Puget
Il Monte Puget è la cima più elevata del massiccio dei Calanchi situato a sud-est di Marsiglia, tra Cap Croisette a ovest e Cassis a est.
Questa vetta si trova ad est del massiccio di Marseilleveyre e si affaccia sul Mar Mediterraneo, raggiungendo un'altitudine di 563 metri sul livello del mare. Dominando Marsiglia, offre una vista unica dei porti settentrionali e meridionali della città.

## Toponomastica
Puget è un toponimo occitano diffuso che designa un piccolo massiccio, diminutivo della parola puech. Le due parole provengono dal latino podio. Il nome Mont Puget è quindi un caso di toponimo pleonastico. Nonostante la credenza popolare, il nome del luogo non ha alcun legame, se non etimologicamente, con lo scultore marsigliese Pierre Puget.

## Geologia
Come molte colline marsigliesi, è costituito da calcari bianchi del Cretaceo di età urgoniana.

## Arrampicata e passeggiate

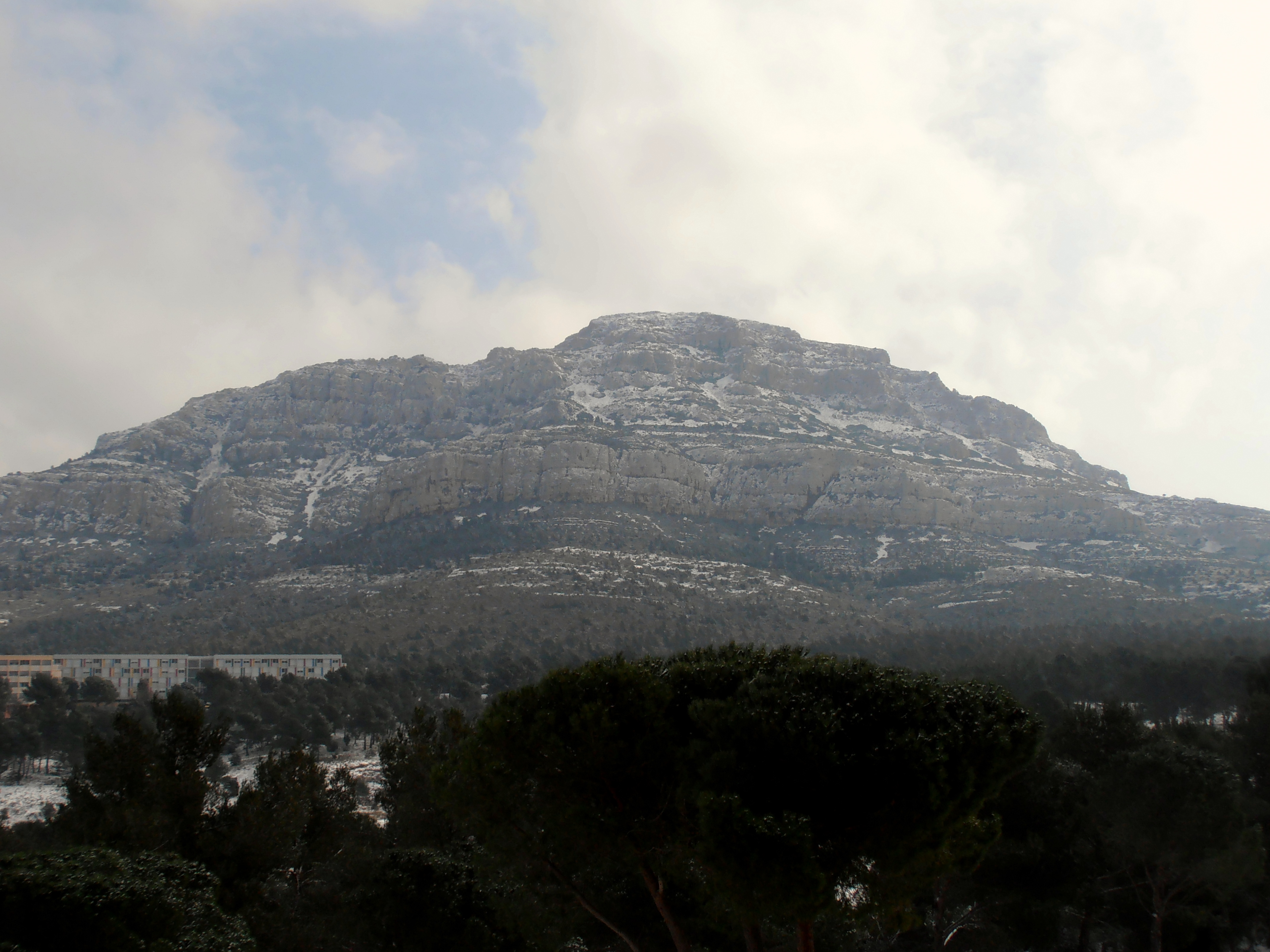
Vista del Monte Puget innevato nel febbraio 2012.

Il monte Puget può fornire interessanti percorsi di arrampicata ed escursionismo.
Per arrivare in cima, le vie più classiche sono:
- dal Col de la Gineste;
- partendo da Luminy, raggiungendo il Col de Sugiton e poi prendendo la GR fino al Col de la Candelle;
- da Luminy, prendendo il sentiero del Centauro e poi il couloir de l'Aiguille Guillermin[3].

Dall'alto si ha un panorama sulla Grande Candelle, le insenature, Capo Canaille, la città di Marsiglia, il massiccio dell'Etoile, il massiccio del Garlaban e persino quello di Sainte-Baume.